# Serge Buttet
Serge Buttet (* 14. Dezember 1954; † 25. Juni 2021) war ein französischer Schwimmer.

## Biografie
Serge Buttet belegte bei den Olympischen Sommerspielen 1976 in Montreal im Wettkampf über 100 m Schmetterling den 29. Rang.
Das Schwimmbad seines Clubs Dauphins romanais péageois in Romans-sur-Isère trägt seinen Namen.